# Sinteza de novo
Sinteza de novo jedan je od načina na koji nastaju nukleotidi. Drugi način nastajanja nukletodia jest spasonosna biosinteza, a oba su puta važna u metabolizmu stanice.
Metaboličkim putem de novo nukleotidi u stanici nastaju iz aminokiselina, riboza 5-fosfata, CO2 i NH3. Drugim riječima, u ovom obliku sinteze baze se sintetiziraju iz jednostavnih preteča. Stanici za ovako sintetizirati nukleotide treba energija koja se dobiva hidrolizom ATP.
Pirimidinski prsten prvo se sintetizira, a zatim veže na ribozu. Tvari iz kojih se pirimidini sintetiziraju su bikarbonat, aspartat i amonijak. Dušikove atome priskrbljuje glutamin. Prvo se sintetizira karbamoilfosfat, što traje u tri koraka, a za kataliziranje potreban je karbamoilfosfat sintaza II (CPS II). Nakon što nastane karbamoilfosfat, on reagira s aspartatom uz katalizator aspartat-transkarbamoilazu, koji je glavni regulatorni enzim u sintezi pirimidina. Iz te reakcije stvara se karbamoilaspartat koji se poslije metabolizira u orotat.
Sintetiziranjem iz riboza-5-fosfata i ATP pomoću PRPP sintetaze nastaje riboza PRPP. Regiranjem aktivirane riboze PRPP (5-fosforibozil-1-pirofosfatom, PRPP) s prije nastalim orotatom nastaje orotidilat (OMP). Dekarboksilacijom orotidilata nastaje uridin monofosfat (UMP, uridilat) uz nazočnost katalizatora orotidilat dekarboksilaze. Nastali UMP je jedan od dva pirimidina koji tvore RNK.

## Vanjske poveznice
- Nukleotidi[neaktivna poveznica]
- Biosinteza nukleotida[neaktivna poveznica]
- (engl.) Purine and pyrimidine Metabolism
- (engl.) De novo synthesis of purine nucleotides